# Stallings
Pour les articles homonymes, voir Stallings (homonymie).
Stallings est une ville américaine située dans les comtés de Mecklemburg et Union dans l'État de Caroline du Nord. En 2010, sa population était de 13 831 habitants.

## Démographie
| 1980  | 1990  | 2000  | 2010   | - | - |
| ----- | ----- | ----- | ------ | - | - |
| 1 826 | 2 132 | 3 189 | 13 831 | - | - |

## Source de la traduction
- (en) Cet article est partiellement ou en totalité issu de l’article de Wikipédia en anglais intitulé « Stallings, North Carolina » (voir la liste des auteurs).